# Philippe Nessmann
Pour les articles homonymes, voir Nessmann.
Philippe Nessmann, né le 22 juin 1967 à Saint-Dié-des-Vosges (Vosges), est un auteur de romans, d’albums et de livres documentaires pour la jeunesse français.

## Biographie
Ingénieur de l’École nationale supérieure d'arts et métiers et titulaire d'une maîtrise d'histoire de l'art, il commence à écrire à la fin des années 1990 en collaborant aux revues scientifiques Science et Vie Junior, Ciel et Espace et Le Journal du CNRS.
Il est le petit-fils du médecin et résistant Victor Nessmann, à qui il dédie son roman Lucie Aubrac, résistante, en 2014.
Depuis 2000, il a écrit une soixantaine de livres documentaires, de romans et d'albums à destination de la jeunesse. Ses thèmes de prédilection sont les sciences, l'art et l'Histoire. De 2001 à 2009, il dirige la collection de vulgarisation scientifique "Kézako ?" pour les éditions Mango et, de 2005 à 2012, la collection de romans historiques "Les Découvreurs du Monde" pour les éditions Flammarion Jeunesse.
Il a obtenu le prix NRP de littérature jeunesse 2010 et le prix Saint-Exupéry 2011 pour Au Pays des Indiens, la découverte du Far West,
En 2016, il obtient le prix Historia pour son roman La Fée de Verdun, qui raconte l'histoire vraie de Nelly Martyl, une cantatrice de la Belle Époque devenue infirmière pendant la Première Guerre mondiale,. Pour être venue au secours des poilus, notamment lors de la Bataille de Verdun et au Chemin des Dames, elle a été promue sergent honoraire et décorée de la Croix de Guerre puis de la Légion d'Honneur. Très célèbre au début du xxe siècle pour ses qualités de soprano à l'Opéra Comique puis pour son courage d'infirmière, elle est peu à peu tombée dans l'oubli. La Fée de Verdun raconte l'enquête que mène l'auteur à la recherche des traces laissées par Nelly Martyl, à la Bibliothèque nationale de France ou encore aux archives du Val de Grâce, dans le but de la faire sortir de l'oubli. L'ouvrage fait partie de la liste "Littérature pour les collégiens" établie par l’Éducation nationale.
En 2020, il est récompensé par le Prix Sorcières dans la Catégorie Carrément Sorcières non-fiction, pour l'ouvrage documentaire Dans tous les sens, illustré par Régis Lejonc et Célestin.
En 2022, son roman Une fille en or, qui raconte l'histoire de la sprinteuse américaine Betty Robinson, première championne olympique du 100 m en 1928 à Amsterdam, reçoit le Prix du Roman Historique Jeunesse des Rendez-Vous de l'Histoire de Blois, catégorie 5e/4e. L'année suivante, il reçoit le même prix dans la même catégorie pour le roman Champollion et les trésors d'Égypte.
Lors de l'édition 2023 des Petits Champions de la Lecture, concours de lecture à haute voix destiné aux élèves de CM1 et de CM2, l'album Te souviens-tu, Marianne ? est le seul album proposé aux candidats, parmi une trentaine de romans. Julia, championne de la région Bourgogne-Franche-Comté, le choisit pour en lire un extrait sur la scène du théâtre de la Comédie Française, le 20 juin 2023.
En 2024, le documentaire Pas Bêtes, les plantes !, illustré par Jean Mallard, montre que les plantes sont capables de voir, d'entendre, de se souvenir, de communiquer et de prendre des décisions. Le livre reçoit le Prix du Livre Environnement de la Fondation Véolia (mention jeunesse) et le prix du jury jeune du Prix Franco-Allemand pour la Littérature de Jeunesse.

## Publications

### Années 2000
- Matière, énergie, son et lumière, Hatier, 2000
- Découvertes et inventions, Hatier, 2000
- Le monde des codes secrets, illustrations d'Emmanuel Cerisier, 2001 ; réédité sous le titre Codes secrets, à toi de les déchiffrer, illustrations de Thomas Tessier, 2018
- L'Air, illustrations de Peter Allen, collection "Kezako ?", Mango, 2002
- L'Electricité, illustrations de Peter Allen, collection "Kezako ?", Mango, 2002
- La Couleur, illustrations de Peter Allen, collection "Kezako ?", Mango, 2002
- Les Plantes, illustrations de Peter Allen, collection "Kezako ?", Mango, 2003
- Les Aimants, illustrations de Peter Allen, collection "Kezako ?", Mango, 2003
- L'Astronomie, illustrations de Peter Allen, collection "Kezako ?", Mango, 2004
- La Lumière, illustrations de Peter Allen, collection "Kezako ?", Mango, 2005
- Toutes les réponses aux questions que vous ne vous êtes jamais posées, illustrations de Nathalie Choux, Palette…, 2005
- Au Péril de nos vie, la conquête du pôle, collection "Découvreurs du Monde", Flammarion Jeunesse, 2005 ; réédité sous le titre Vers les mers glacées du pôle Nord, 2014
- Sous le sable d'Egypte, le mystère Toutankhamon, collection "Découvreurs du Monde", Flammarion Jeunesse, 2005 ; réédité sous le titre Dans les pas de Toutankhamon, 2014
- Toutes les réponses aux questions que vous ne vous êtes jamais posées, le retour, illustrations de Nathalie Choux, Palette…, 2006
- A l'autre bout de la Terre, le tour du monde de Magellan, collection "Découvreurs du Monde", Flammarion Jeunesse, 2006
- Les Illusions visuelles, illustrations de Peter Allen, collection "Kezako ?", Mango, 2006
- Toutes les réponses aux questions que vous ne vous êtes jamais posées, et de 3!, illustrations de Nathalie Choux, Palette…, 2007
- A la recherche du fleuve sacré, les sources du Nil, collection "Découvreurs du Monde", Flammarion Jeunesse, 2007
- L'archéologie, illustrations de Peter Allen, collection "Kezako ?", Mango, 2007
- Les Chiffres, illustrations de Peter Allen, collection "Kezako ?", Mango, 2007
- Les Dinosaures, illustrations de Patrick Chenot, collection "Kezako ?", Mango, 2008
- Atlas des enfants du monde, illustrations d'Elodie Balandras, Mango, 2008
- A l'assaut du ciel, la légende de l'Aéropostale, collection "Découvreurs du Monde", Flammarion Jeunesse, 2008 ; réédité sous le titre Les Exploits de l'Aéropostale, 2013
- Les Pirates, illustrations d'Escletxa, Auzou, 2009
- L'Ecriture, illustrations de Patrick Chenot, collection "Kezako ?", Mango, 2009
- Ceux qui rêvaient de la Lune, mission Apollo, collection "Découvreurs du Monde", Flammarion Jeunesse, 2009

### Années 2010
- Au pays des Indiens, la découverte du Far West, collection "Découvreurs du Monde", Flammarion Jeunesse, 2010
- Le Livre de tous les jumeaux, illustrations de Bruno Gibert, Le Baron Perché, 2010
- Un monde en couleurs, Gallimard Jeunesse, 2011
- Le Voyage de Marco Polo, collection "Découvreurs du Monde", Flammarion Jeunesse, 2011
- Art & sciences, Palette…, 2012
- Dans la nuit de Pompéi, collection "Découvreurs du Monde", Flammarion Jeunesse, 2012
- Lucie Aubrac résistante, Flammarion Jeunesse, 2014
- Quand j'étais petit…, Palette…, 2014
- 99 expériences pour découvrir et comprendre les sciences en s'amusant, avec Charline Zeitoun, illustrations de Peter Allen, Fleurus, 2015
- 50 inventions qui ont fait le Monde, Flammarion Jeunesse, 2016
- La Fée de Verdun, Flammarion Jeunesse, 2016
- Le Village aux mille roses, Flammarion Jeunesse, 2016
- L'Art de zéro à l'infini, Palette…, 2016
- 99 expériences super faciles, avec Charline Zeitoun, illustrations de Peter Allen, Fleurus, 2016
- Mission Mars, collection "Le Docu dont tu es le héros", Fleurus, 2017
- Eternité, demain tous immortels ?, illustrations de Léonard Dupond, La Martinière Jeunesse, 2018
- Dans tous les sens, illustrations de Régis Lejonc et Célestin, Le Seuil Jeunesse, 2019
- Il y avait une maison, illustrations de Camille Nicolazzi, éditions La cabane bleue, 2019

### Années 2020
- Une fille en or, Flammarion Jeunesse, 2021
- Phénoménal, la nature spectaculaire, illustrations de Alex Asfour, éditions Milan, 2021
- Champollion et les trésors d'Egypte, Flammarion Jeunesse, 2022
- L'Art en 36 chiffres fous, Palette..., 2022
- Te souviens-tu, Marianne ? L'histoire de la résistante Marianne Cohn, illustrations de Christel Espié, Les éditions des Eléphants, 2022
- Quand les cochons voleront, illustrations de Laura Lion, éditions Sarbacane, 2023
- Pas bêtes, les plantes !, illustrations de Jean Mallard, éditions Sarbacane, 2023
- Choquant ! Quand les vêtements font parler d'eux, coécrit avec Éléonore Cagneau Derache, illustrations de Matthieu Méron, Le Seuil Jeunesse, 2023
- Il va y avoir du sport !, illustrations de Laura Lion, Sarbacane, 2024

## Récompenses et distinctions

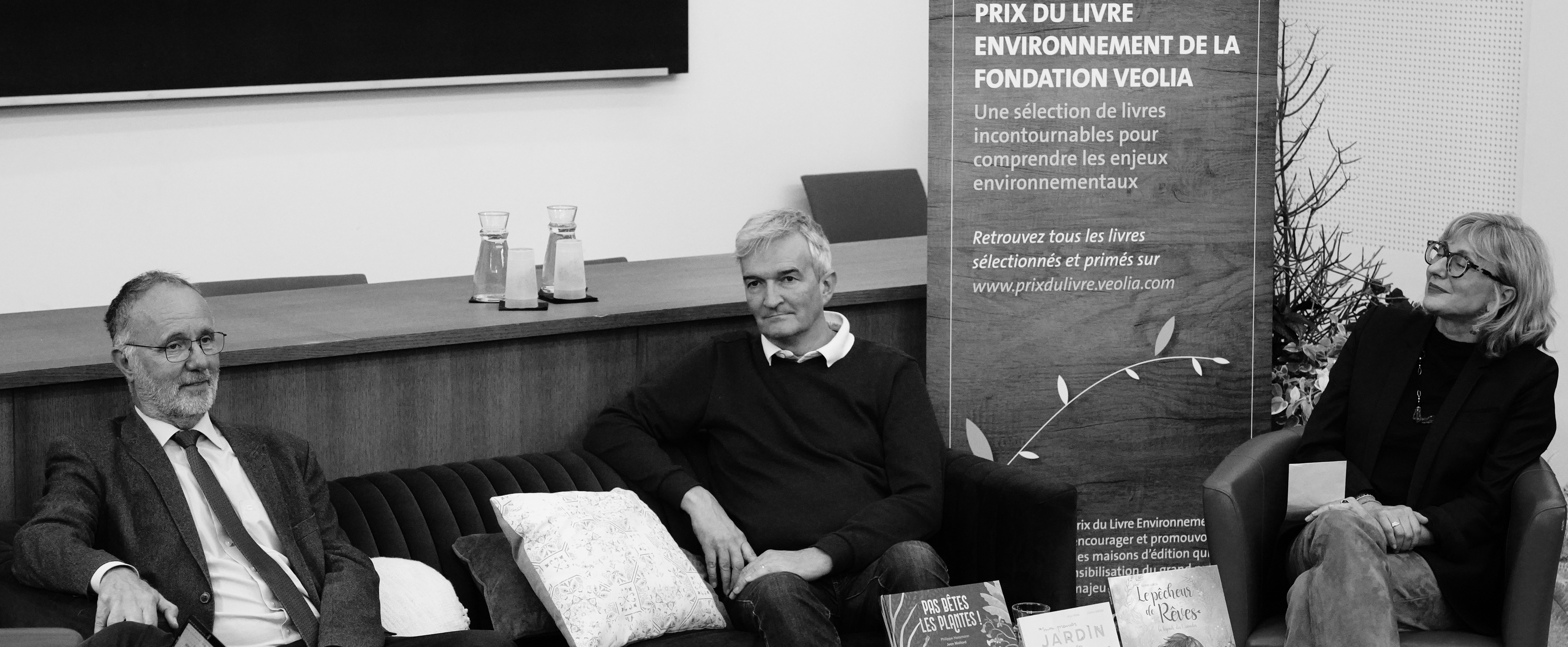
Recevant le Prix du Livre Environnement - Veolia France avec Bruno David comme président du jury lors de la manifestation Le Livre sur la place en 2024.

- 2006 : sélection The White Ravens pour Au péril de nos vies, la conquête du pôle[18]
- 2010 : prix Crock'livre de la ville de Fresnes pour À l'assaut du ciel, la légende de l'Aéropostale
- 2010 : prix Saint-Exupéry pour Au pays des Indiens, la découverte du Far West
- 2011 : Prix NRP de littérature jeunesse pour Au pays des Indiens, la découverte du Far West
- 2013 : prix Azimut pour À l'assaut du ciel, la légende de l'Aéropostale[19]
- 2016 : prix Historia du livre jeunesse pour La Fée de Verdun
- 2017 : prix Réal dans la catégorie 11-14 ans pour La Fée de Verdun[20]
- 2018 : prix Renard'eau pour Le Village aux mille roses[21]
- 2018 : prix PEP42 ASSE Cœur Vert pour Le Village aux mille roses[22]
- 2019 : sélection The White Ravens pour Éternité, demain tous éternels ?[23]
- 2020 : prix La Science se livre catégorie Adolescents pour Eternité, demain tous immortels ?[24]
- 2020 : prix Sorcières 2020, catégorie Carrément Sorcières Non-Fiction, pour Dans tous les sens[11], illustrations de Régis Lejonc et Célestin
- 2022 : prix Livre Franche des collégiens et prix spécial du jury pour Une fille en or[25]
- 2022 : prix du Roman Historique Jeunesse des Rendez-Vous de l'Histoire de Blois catégorie 5e/4e pour Une fille en or[12]
- 2023 : prix des Dévoreurs de Livres catégorie 4e pour Une fille en or[26]
- 2023 : prix du Roman Historique Jeunesse des Rendez-Vous de l'Histoire de Blois catégorie 5e/4e pour Champollion et les trésors d'Égypte[13]
- 2023 : prix Golden Pear award 2023 for best translated non-fiction book in Slovenia for younger readers, pour Dans tous les sens[27].
- 2024 : prix Vendée'Lire 2024 pour Une fille en or[28]
- 2024 : prix Ados de la ville de Senlis pour Une fille en or[29]
- 2024 : prix du Livre Environnement de la Fondation Véolia, mention jeunesse, pour Pas bêtes, les plantes ?[16]
- 2024 : prix du jury jeune du prix Franco-Allemand pour la Littérature de Jeunesse pour Pas bêtes, les plantes ?[17]